# Tovaryšstvo Ježíšovo
Tovaryšstvo Ježíšovo (Societas Iesu, ve zkratce SI, případně její mutaci pro užívaný jazyk, v češtině SJ, dříve TJ, hovorově jezuitský řád nebo jezuité) je jeden z největších a nejvýznamnějších řeholních řádů římskokatolické církve. Založen byl sv. Ignácem z Loyoly roku 1534 (papežem schválen roku 1540). V roce 1773 jej sice papež Klement XIV. na nátlak evropských panovníků zrušil, řád ale fakticky nikdy zcela nezanikl a v roce 1814 jej papež Pius VII. celosvětově obnovil.
V roce 2023 měl řád přes 14 tisíc členů. Generálem řádu je Arturo Sosa. Jeho činnost se soustřeďuje zejména na pastorační a misijní činnost a na oblast vědy a vzdělávání. Členové řádu připojují za své jméno zkratku řádu.
Na území České republiky působí Česká provincie Tovaryšstva Ježíšova, která zde provozuje 8 domů. Jejím provinciálem je od dubna 2019 Petr Přádka.
Tovaryšstvo Ježíšovo je mužský řád bez paralelní ženské větve, určitou podobnost ale lze nalézt u samostatných ženských řeholních společenství. Jde zejména o kongregace Anglických panen (Congregacio Jesu, asi 2 700 sester) či sester Sacré-Coeur (asi 41202 sester). V Česku působí Anglické panny a také poměrně mladá Společnost sester Ježíšových s několika desítkami členek.
Jedinou ženou, která kdy byla do řádu přijata, ovšem jen do nižšího stupně bez složení řeholních slibů, byla španělská infantka Jana Španělská, dcera císaře Karla V. a osobní přítelkyně Ignáce z Loyoly; její příslušnost k řádu však byla chována v přísném utajení.[zdroj?]

## Vznik řádu

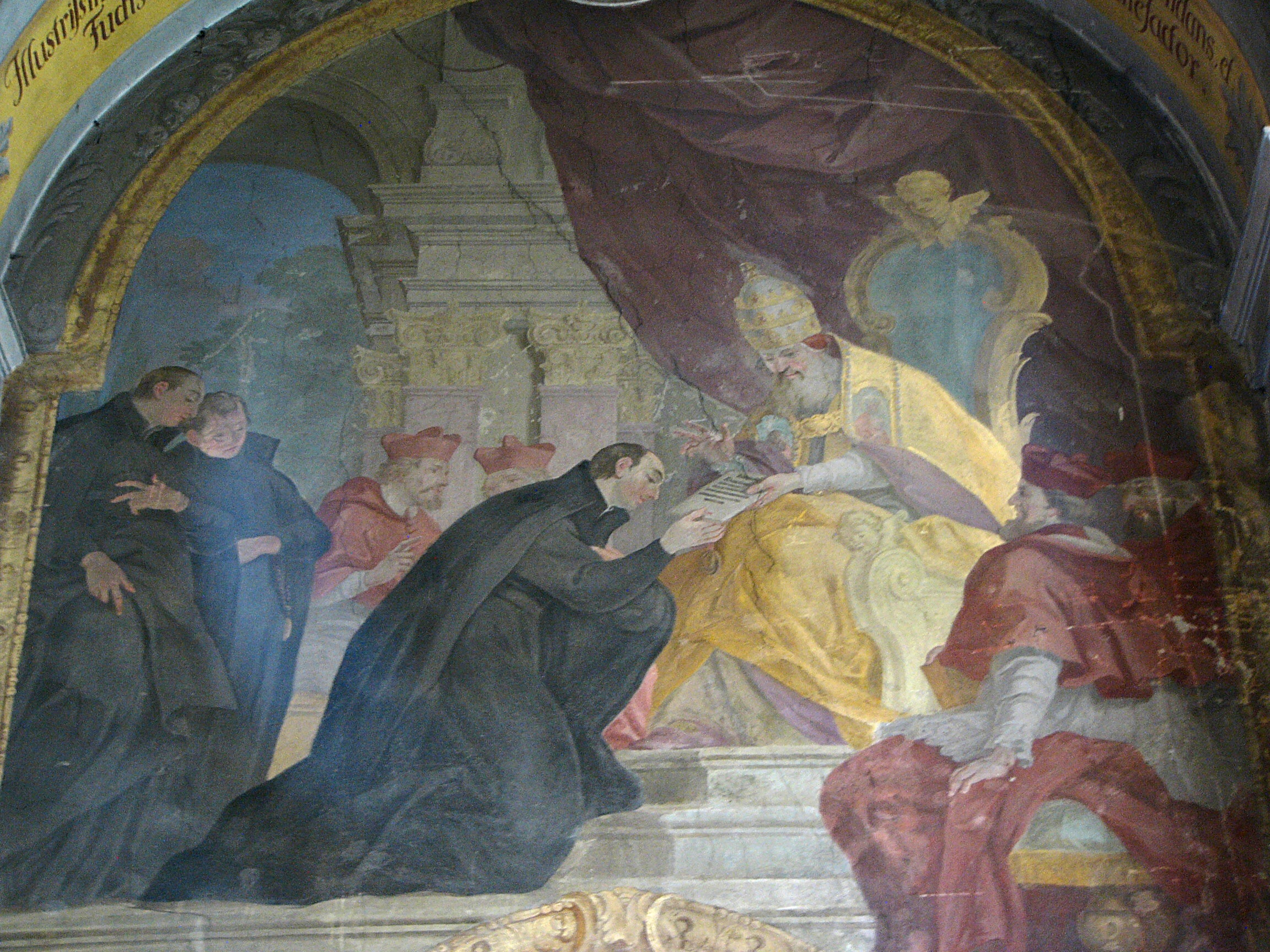
Ignác z Loyoly přijímá bulu Regimini militantis Ecclesiae od papeže Pavla III. Freska J. K. Handkeho v kostele Panny Marie Sněžné v Olomouci (po 1743).

Tovaryšstvo Ježíšovo vzniklo 15. srpna 1534, kdy sedm studentů Pařížské univerzity vedených Ignácem z Loyoly složilo vstupní sliby v kapli sv. Diviše na Montmartru. Zakládajícími členy nové řeholní společnosti byli vedle Ignáce, který se stal prvním generálem řádu, Španělé František Xaverský, Alfonso Salmeron, Diego Laínez a Nicolás de Bobadilla, Savojčan Petr Faber a Portugalec Simão Rodrigues. Vznik řádu byl 27. září roku 1540 stvrzen bulou Regimini militantis ecclesiae papeže Pavla III. Posláním řádu byla podpora papežství, obrana katolické nauky a misijní činnost.
Hlavní činností řádu byla misijní, vzdělávací a vědecká činnost.

## Zrušení řádu roku 1773
Ve 2. polovině 18. století se vliv jezuitů začal omezovat a roku 1773 byl řád na nátlak evropských panovníků papežem Klementem XIV. zrušen (část ho ale přetrvala v Rusku).

### Úvod
Zrušení jezuitů v Portugalsku, Francii, Obojí Sicílii, Parmě a ve Španělském impériu roku 1767 bylo výsledkem mnoha politických tahů spíše nežli teologických sporů. Podle breve Dominus ac Redemptor z 21. července 1773 papeže Klementa XIV. bylo Tovaryšstvo Ježíšovo zrušeno. Avšak v nekatolických zemích, Rusku a Prusku, kde autorita papeže nebyla uznávána, byl tento příkaz ignorován. Centrum jezuitského školství se přesunulo z Antverp do Bruselu, kde pokračovali ve své činnosti až do roku 1788, kdy byla jejich činnost také zakázána.

### Přehled
Řada politických střetnutí mezi různými monarchiemi, obzvláště Francií a Portugalskem, začala územními různicemi roku 1750 a vyvrcholila přerušením diplomatických styků, rozpuštěním Tovaryšstva ve většině Evropy a dokonce i několika popravami, zejména v Portugalsku, kde první ministr Sebastião José de Carvalho e Melo, později známý jako markýz Pombal, zapojil do boje s jezuitským řádem portugalskou inkvizici. Roku 1761 tak byl v Lisabonu upálen např. i jezuitský kněz Gabriel Malagrida. Portugalsko, Francie, Obojí Sicílie, Parma i Španělsko byly zapleteny do alespoň jedné z těchto záležitostí. Konflikt vypukl díky obchodním sporům, roku 1750 v Portugalsku, roku 1755 ve Francii, a na sklonku 50. let na Obou Sicíliích. Roku 1758 využila vláda Josefa I. Portugalského ubývajících sil papeže Benedikta XIV. a deportovala jezuity z Ameriky poté, co vykázala jezuity i jejich domorodé spolupracovníky z misií. Formálně řád zakázala roku 1759. Roku 1762 schválil pod tlakem mnoha skupin – ať již v rámci církve či od světských myslitelů po královu milenku – francouzský parlament zákon proti Tovaryšstvu. V Neapoli a na Sicílii byl řád zakázán výnosem z roku 1767. V Rakousku roku 1773. V reakci na antiklerikální výstřelky Francouzské revoluce, hlavně po roce 1815, byla církvi opět přisouzena vítanější role v oficiálním evropském životě, a národ za národem začal obnovovat jezuity.[zdroj?]
Moderní pohled na zrušení řádu je, že šlo spíše o výsledek řady politických a ekonomických konfliktů a prosazení nezávislosti jednotlivých zemí na katolické církvi než o teologické rozpory. Vyhnání jezuitů z území římskokatolických národů Evropy a jejich koloniálních říší je také považováno za první „triumf“ světských představ osvícenců, poněkud poplatné antiklericismu Francouzské revoluce. Potlačení je také často vnímáno jako pokus monarchů o získání kontroly nad příjmy a obchodem, tehdy převážně ovládané Tovaryšstvem. Katoličtí historici často poukazují na osobní konflikt mezi papežem Klementem XIII. (1758–1769) a jeho příznivci na straně jedné, s “korunním” kardinálem podporovaným Francií na straně druhé.

### Portugalsko
Vyhnání jezuitů z Portugalska bylo omezeno na osobní roztržky s prvním ministrem Josefa I. Portugalského, markýzem de Pombal. Ať již šlo o Pombala či Portugalsko všeobecně, konflikt s jezuity započal díky výměně portugalského koloniálního teritoria v Jižní Americe se Španělskem. Podle tajného ujednání z roku 1750 přenechalo Portugalsko Španělsku sporné území kolonie San Sacramento v ústí řeky Uruguay výměnou za „Sedm paraguayských redukcí“, samosprávné jezuitské misie, jež byly formálně španělskou kolonií. Domorodým Guarani, kteří žili na území misií, bylo přikázáno opustit svou zem a usídlit se za řekou Uruguay. Vzhledem ke krutým podmínkám indiáni pozvedli své zbraně proti kolonizátorům, čímž propukla takzvaná Válka Guarani; pro Indiány skončila naprostou katastrofou. Podle Portugalska tím byli vinni jezuité. V Portugalsku vypukla doslova válka buřičských letáků, v níž byli jezuité bráněni i haněni.
Představeným jezuitů, nařčeným z pokusu o vybudování nezávislé říše v Novém světě, bylo zapovězeno pokračovat v územní správě svých bývalých misií, a portugalští jezuité byli posláni pryč od královského dvora. 1. dubna 1758 se podařilo získat od letitého papeže Benedikta XIV dokument, pověřující portugalského kardinála Saldanha, doporučeného markýzem de Pombal, vyšetřením obvinění vzneseným proti jezuitům ve jménu Portugalského krále. Benedikt byl skeptický k závažnosti údajných zločinů. Nařídil rychlé vyšetření, ale tak, aby bylo ochráněno dobré jméno Tovaryšstva, a o všech záležitostech si přál být osobně informován. Uplynul však pouhý měsíc, když 3. května stařičký papež zemřel.
15. května kardinál Saldanha, ač obdržel papežův dokument jen před čtrnácti dny, „opomněl“ řádně navštívit jezuitské domy, jak mu bylo přikázáno, a prohlašoval, že jezuité jsou špatní a provozují nezákonné, veřejné a skandální obchody jak v Portugalsku, tak v jeho koloniích. Během sede vacante (období mezi úmrtím papeže a zvolením nového) Pombal rychle jednal; během tří týdnů byl jezuitům zabaven veškerý majetek v Portugalsku, a než se kardinál Rezzonico stal papežem Klementem XIII., 6. června 1758, vyvlastnění v Portugalsku bylo dokončeno. Poslední kapkou pro Portugalský královský dvůr byl pokus o vraždu krále Josefa I. 3. září, o níž prý jezuité předem věděli. Díky tomu došlo k zatčení a posléze upálení Gabriela Malagridy, jezuitského zpovědníka Leonora Távory. Tento šlechtic byl obviněn z vraždy a uvězněn i se svou rodinou; jejich jmění bylo zabaveno, rodinný palác zničen a jeho základy zasoleny. Všichni mužští členové rodu byli popraveni a jen díky přímluvě královny Marianny a Marie Františky, dědičky trůnu, byly stejného osudu ušetřeny alespoň ženy i děti. Jméno této rodiny bylo vymazáno.
Jezuité byli vyhnáni z království a někteří významní představitelé řádu, kteří nebyli portugalské národnosti, byli uvězněni. Roku 1759 byl řád postaven mimo zákon. Portugalský vyslanec v Římě byl povolán zpět a papežský nuncius poslán domů s ostudou. Vztahy mezi Římem a Portugalskem se ocitly na bodu mrazu až do roku 1770.

### Francie
Potlačení jezuitského řádu ve Francii začalo na francouzské ostrovní kolonii Martinique, kde mělo Tovaryšstvo velké obchodní investice. Nezaměřovali se – a ani to neměli povoleno – na obchod za účelem zisku více, než ostatní řády, ale jejich velké plantáže v misiích zahrnovaly velké množství místních obyvatel, kteří pracovali za podmínek obvyklých v tropickém koloniálním zemědělství 18. století. To bylo dovoleno, zčásti proto, aby se pokryly náklady na misie, zčásti proto, aby domorodci nakonec nebyli nuceni pracovat v haciendách za ještě horších podmínek.
Otec Antoine La Valette, představený misie na Matinique, řídil tyto plantáže s velkým úspěchem, a stejně jako světští vlastníci plantáží potřeboval půjčky peněz k expanzi nevyužitých zdrojů kolonie. Ale po vypuknutí sedmileté války s Británií byly ukořistěny jeho lodě, nesoucí zboží v ceně 2 000 000 liver a La Vallete nebyl schopen splácet obrovské sumy. Jeho věřitelé se obrátili na prokurátora řádu v Paříži a žádali zaplacení. Prokurátor však odmítl zodpovědnost za dluhy nezávislé misie, nabídl však vyjednávání o smíru. Věřitelé šli k soudu a roku 1760 byl vydán příkaz, aby Tovaryšstvo zaplatilo, a povolení k exekuci. Otcové se na radu svých právníků odvolali k parlamentu. To se však ukázalo být zcela chybným krokem. Nejen proto, že parlament potvrdil rozhodnutí nižšího soudu, ale když se tato věc jednou dostala do jejich rukou, byli nepřátelé jezuitů odhodláni zasadit jim tvrdou ránu. Nepřátelé jakéhokoliv druhu se spojili. Jansenité byli početní mezi řadami ortodoxních, Sorbonna se připojila ke gallikanům, filosofům a encyklopedistům.
Ludvík XV. byl slabý; jeho choť i děti stály na straně jezuitů; jeho přičinlivý první ministr, hrabě de Choiseul, a jeho hlavní milenka, markýza de Pompadour, které jezuitský zpovědník odmítl udělit rozhřešení, neboť žila s králem Francie ve smilstvu, byli pevně odhodlaní protivníci. Rozhodnost parlamentu smetla jakoukoliv opozici. Útok na jezuity byl započat Jansenistickým sympatizérem, Abbé Chauvelinem, 17. dubna 1762, který obžaloval představenstvo jezuitů, což bylo veřejně šetřeno a rozebíráno v nepřátelském tisku. Parlament zveřejnil jeho Extraits des assertions, složené z pasáží z teologických a kanonických spisů jezuitského řádu, v němž bylo uváděno, že jezuité učí bludy a zvrácenosti.
Dne 6. srpna 1762 bylo konečně zveřejněno odsouzení Tovaryšstva k zániku, avšak králova intervence přinesla osm měsíců prodlení; mezitím navrhl dvůr kompromis. Pokud se francouzští jezuité zřeknou příslušnosti k řádu a podřídí se francouzským kněžím tak, jako kněží Gallické církve, Koruna je stále bude chránit.
Navzdory nebezpečí, jež nutně vyplývalo z odmítnutí, jezuité nesouhlasili. 1. dubna 1763 byly veškeré jejich školy uzavřeny a později, 9. března 1764, byli nuceni zříci se svých slibů pod pohrůžkou vyhnanství. Na konci listopadu téhož roku král podepsal edikt, rozpouštějící Tovaryšstvo po celém svém území, i když byli stále chráněni některými provinčními parlamenty, například ve Franche-Comté, Alsace a Artois. Ale v hrubém nárysu ediktu chyběla klauzule prohlašující, že jezuité jsou špatní; a dopis Choiseulovi zakončil slovy: “Pokud přijmu rady ostatních pro klid své říše, pak ty musíš udělat změny, které jsem zamýšlel, nebo neučiním nic. Neříkám více, abych snad neřekl příliš mnoho.”

### Španělsko a Neapol

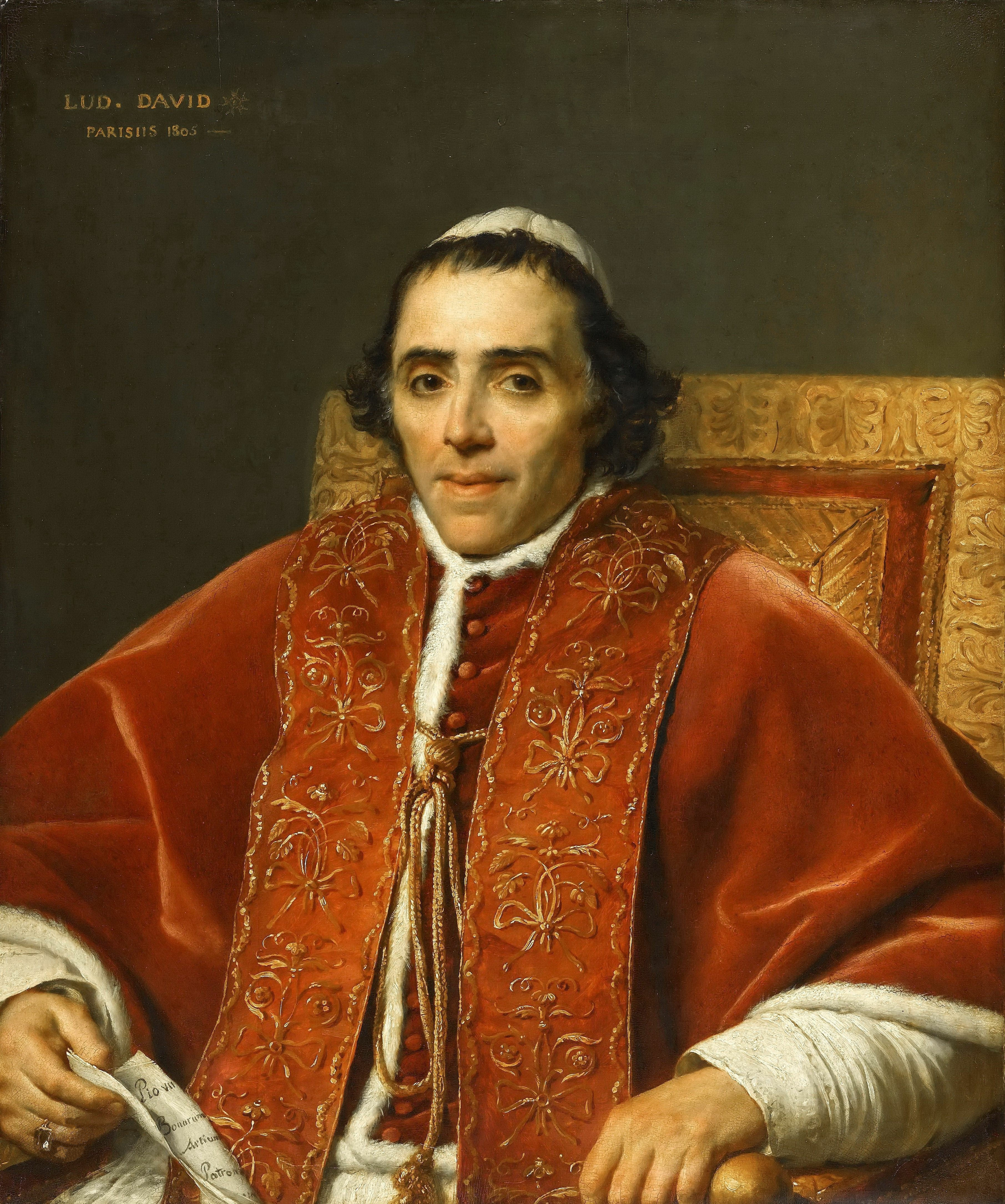
Papež Pius VII., který od počátku svého pontifikátu pracoval na obnovení řádu. Již v roce 1801 jej fakticky povolil na ruském území a po několika dalších místně ohraničených rozhodnutích své úsilí završil v roce 1814, kdy řád obnovil celosvětově.

Potlačení jezuitů ve Španělsku a ve španělských koloniích a jeho državě království Neapolském, se neslo v duchu mlčenlivosti; a ministři Karla III. si nechali své mínění pro sebe, stejně jako král, který jednal pod tlakem „bezodkladných, spravedlivých a nezbytných příčin, které si vyhrazuji pro svou korunovanou hlavu“. Korespondence Bernarda Tanucciho, antiklerikálního ministra Karla III. v Neapoli obsahuje veškeré ideje, jež byly čas od času vodítkem španělské politiky. Karlovu vládu vedl hrabě Aranda, čtenář Voltaira, a jiní liberálové. Na zasedání rady 29. ledna 1767, bylo ujednáno vyhoštění Tovaryšstva Ježíšova.
Tajné příkazy, jež měly být otevřeny o půlnoci mezi 1. a 2. dubnem téhož roku, byly odeslány na radnice každého města, v němž sídlili jezuité. Plán postupoval hladce. Toho rána putovalo asi 6000 jezuitů na pobřeží jakožto trestanci, kde byli deportováni; nejprve do Papežského státu, poté na Korsiku, závislé území města Janov. Díky izolaci španělských misií v Kalifornii tam, stejně jako do ostatních částí Nového Španělska, výnos dorazil až v červnu, byl však odložen do 30. listopadu, kdy přijel nový guvernér se zprávami. Jezuité ze čtrnácti provozních misií se shledali v Loretu, odkud odešli 3. února 1768 do exilu. Na sklonku roku se dostal královský rozkaz i na jezuitské misie na jihu Filipín, takže jezuité byli vyhnáni z celého Španělského dominia.
Tanucci prosadil podobnou politiku v bourbonské Neapoli. Dne 3. listopadu byli jezuité bez soudu a dokonce i bez obžaloby vyvedeni za hranice do Papežského státu pod pohrůžkou smrtí při pokusu o návrat. Změna ve španělských koloniích v Novém světě byla zvláště patrná, hlavně ve vzdálených osadách, jež byly často spravovány misiemi. Takřka každou noc zmizely v misijních městech „černé róby“ (jak byli nazýváni jezuité) a nahradily je „šedé róby“ (františkáni).

### Parma
Nezávislé vévodství Parmské byl nejmenší Bourbonský dvůr, v němž byla vévodkyní nejoblíbenější dcera Ludvíka XV. Parma byla ve svém antiklericismu tak agresivní, když došla zpráva o vypuzení jezuitů z Neapole, že papež Klement XIII. jí adresoval 30. ledna 1768 veřejné varování, hroze vévodství církevním zavržením, což nebyl příliš diplomatický tah. Díky tomu se Bourbonské dvory obrátily v hněvu proti Svatému Stolci, a dožadovaly se konečného rozpuštění jezuitů. Parma jakožto předběžné opatření vypudila jezuity ze svého území, přičemž zkonfiskovala veškeré jejich vlastnictví.

### Papež Klement XIV.
Papež Klement XIV. se zabýval zrušením jezuitů, dokument největšího významu byl napsán v listopadu roku 1772 a podepsán 21. července roku 1773 – breve, rušící jezuitský řád navždy a neodvolatelně, Dominus ac Redemptor Noster:
„Hnáni tak mnohými a tak důležitými faktory, a, jak doufáme, přijímajíce pomoc z přítomnosti a vnuknutí Ducha Svatého; nuceni, krom toho ještě, nevyhnutelností našeho úřadu, jež nám přísně zakazuje smír, trvání na vlastním názoru, a zajištěním míru a klidu v Křesťanské republice, a zbavujeme se jakékoliv překážky jež by tomu mohla zapříčinit potíže;

majíce dále uváženo, že tak řečené Tovaryšstvo Ježíšovo nemůže déle nésti toto hojné ovoce, a tyto velké výhody, v pohledu z něhož bylo založeno, schváleno tolika našimi předchůdci, a obdařeno tolika rozsáhlými privilegii; toto, na druhou stranu, bylo velmi obtížné, ne-li přímo nemožné, že církev by mohla znovu nabýt onen jistý a trvalý mír, z něhož již zmíněné Tovaryšstvo žilo;
v důsledku tohoto dokumentu, a odhodláni ze specifických důvodů, jež jsme zde uvedli, a tlačeni dalšími motivy, kteréžto moudrost a dobrá vláda církve určovala; díky znalostem, jež si vyhrazujeme pro sebe; srovnáváním s našim předchůdcem, a zvláště pro Řehoře X. na generálním koncilu v Lyonu; raději tedy. V tomto případu jsme se rozhodli nad osudem společenstva, řazeného mezi žebravé řády, obojí z jeho instituce a jeho privilegií; po zralé úvaze, učiníme, dle našeho jistého přesvědčení, ve vší plnosti našeho apoštolského stolce, zrušení a odstranění řečeného řádu: zbavujeme je jakýchkoliv aktivit, jejich domů, škol, kolegií, nemocnicí, území a, ve zkratce, jakýchkoliv dalších míst absolutně, v jakémkoliv království či provincii, v nichž mohou být umístěny: rušíme a anulujeme jejich statusy, zákony, zvyklosti, nařízení a ustavení; i ty, jež byly stvrzeny slibem a schváleny Svatým Stolcem či jinak (…)
 
Ohlašujeme všem, jakémukoliv druhu autority; představenstvu, provinciálům, vizitářům a všem představeným tak řečeného Tovaryšstva, že jsou provždy odvoláni a zrušeni, ať již tyto autority byly jakéhokoliv druhu, stejně tak v záležitostech duchovních i světských (…)“
bula Dominus ac Redemptor Noster
Jezuité mohli až do roku 1814 dále působit jen v Rusku a Prusku.

## Obnovení jezuitského řádu 1814
Roku 1814, kdy se napoleonské války chýlily ke konci, byl na Vídeňském kongresu obnoven politický řád Evropy ve značném rozsahu; po letech bojů a revolucí, během nichž byla církev perzekvována jakožto agent starých pořádků a utlačována pod vládou Napoleona. S tím, jak se politické klima Evropy poněkud stabilizovalo a mocní monarchové, ježto volali po zrušení jezuitů, již pozbyli své síly, papež Pius VII. se zasadil o obnovení řádu Tovaryšstva Ježíšova v katolických zemích Evropy. Co se samotného Tovaryšstva týče, to se na prvním generálním shromáždění po obnově usneslo, že bude rozvíjet svou činnost i nadále stejným směrem jako před zrušením, jež bylo přikázáno roku 1773. Řád působí dodnes.

## Činnost řádu

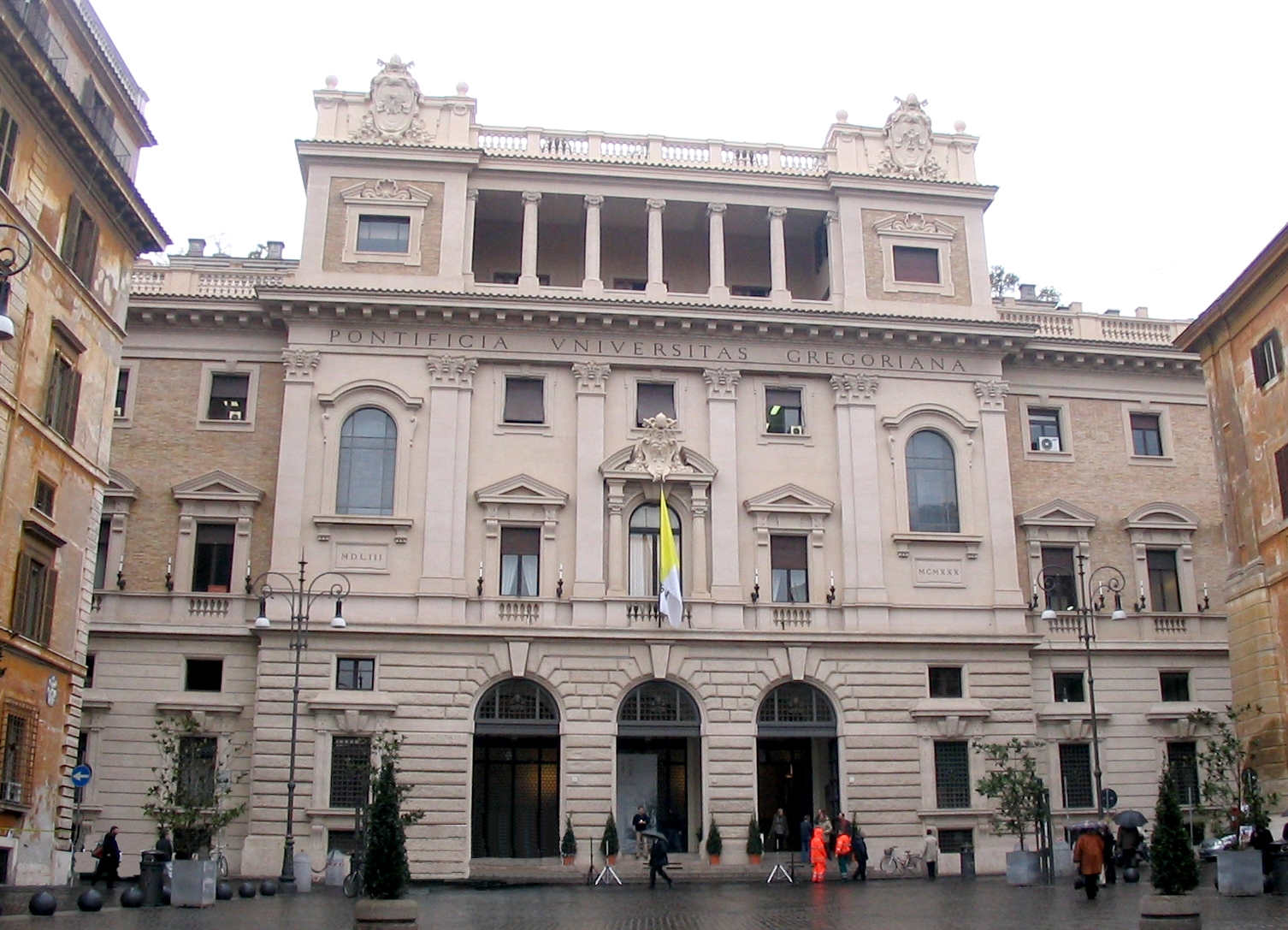
Papežská univerzita Gregoriana

Činnost řádu se od počátku soustřeďuje zejména na pastorační a misijní činnost a na oblast vědy a vzdělávání. V roce 2018 přijala řádová nadace La Fundación Servicio de los Jesuitas para los Refugiados od nadace Open Society Foundations George Sorose 176 452 dolarů na "podporu práv migrantů Latinské Ameriky a Karibské oblasti" a současně jiná řádová nadace Servicio Jesuita a Migrantes - España (SJM – España) přijala 151 125 dolarů. V roce 2016 dolarů 75 tisíc. Charitativní řádová nadace Jesuit Worldwide Learning Higher Education at the Margins USA působící ve školství v USA přijala od George Sorose 890 tisíc dolarů v roce 2016 a dalších 410 tisíc dolarů v roce 2018. Na své webové stránce označuje jako svého partnera mj. i Open Society Foundations.

### Jezuitské školství
Jezuitské školy od počátku patří k elitě katolického školství, byť jich již není tolik jako např. v 17. a 18. století. Mezi řádem provozované univerzity patří mimo jiné i Boston College, která je zároveň sídlem největší jezuitské komunity na světě, a především historicky první jezuitská univerzita, Papežská univerzita Gregoriana v Římě, kterou založil v roce 1551 sv. Ignác z Loyoly a která náleží k nejprestižnějším univerzitám světa v oblasti teologie.

## Působení včeských zemích

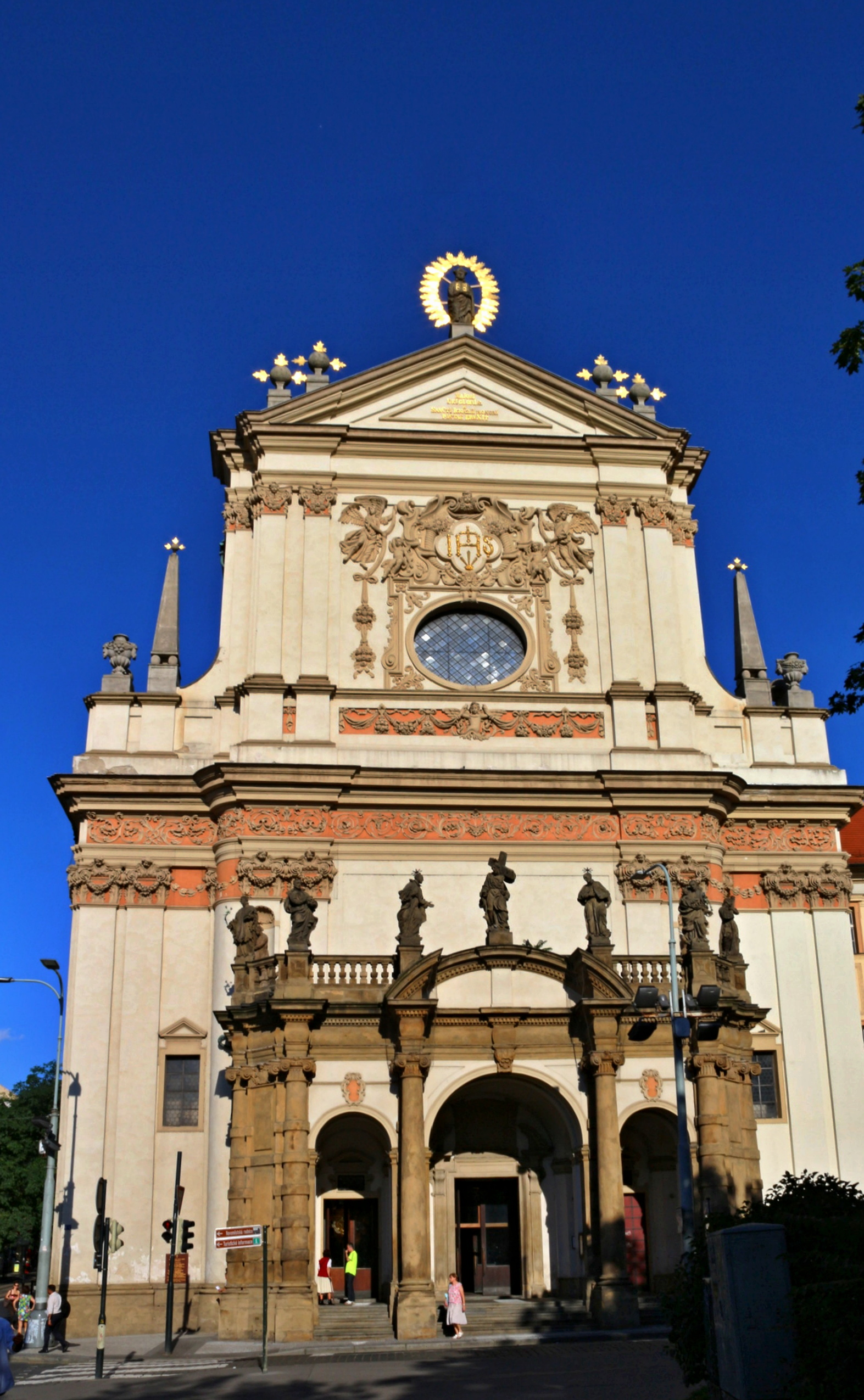
Pražský kostel svatého Ignáce při novoměstské koleji

Do českých zemí přišli jezuité z Vídně roku 1556 pod vedením teologa Petra Canisia a na Starém Městě pražském založili Klementinum. Později byli vykázáni nekatolíky, ale nazpět se vrátili již roku 1620 po bitvě na Bílé hoře. Ve druhé polovině 17. století byla vybudována novoměstská kolej (Profesní dům) s kostelem sv. Ignáce, malostranská kolej při kostele sv. Mikuláše a staroměstský konvikt s kostelem sv. Bartoloměje.
Postupně byly zakládány jezuitské koleje v Březnici, Jičíně, Klatovech (1636), Litoměřicích, Plzni, Českém Krumlově, Jindřichově Hradci, Chomutově, Kladsku, Telči, Olomouci, Brně, Jihlavě, Znojmě, Uherském Hradišti a Opavě. Jezuité se angažovali v kázání, které bylo stejně jako výuka nejprve latinské a německé, posléze také české. Po bitvě na Bílé hoře byly hlavní náplní činnosti řádu v Českých zemích liturgie a školství, jako hlavní nástroje potridentské rekatolizace. Roku 1622 byla Tovaryšstvu Ježíšovu v Praze svěřena výuka na Karlově univerzitě, dále pokračovala činnost ve školství, vědách, umění a kultuře. Při kolejích byla zakládána studentská divadla a byla při nich organizována náboženská bratrstva laiků, zvaná mariánské družiny.
Rekatolizační působení jezuitů v českých zemích je vnímáno rozporně. Podporovali gramotnost a zakládali školy (základní, střední i vysoké), které měly vynikající úroveň určitého typu vzdělání, na druhé straně byla praktikována cenzura části česky, německy, latinsky a francouzsky psané literatury. Cenzurované knihy byly páleny při veřejných divadelních představeních a to za zpěvu jezuity složených písní.
Asi 20–25 procent obyvatel v důsledku pronásledování jezuity ze země uprchlo.

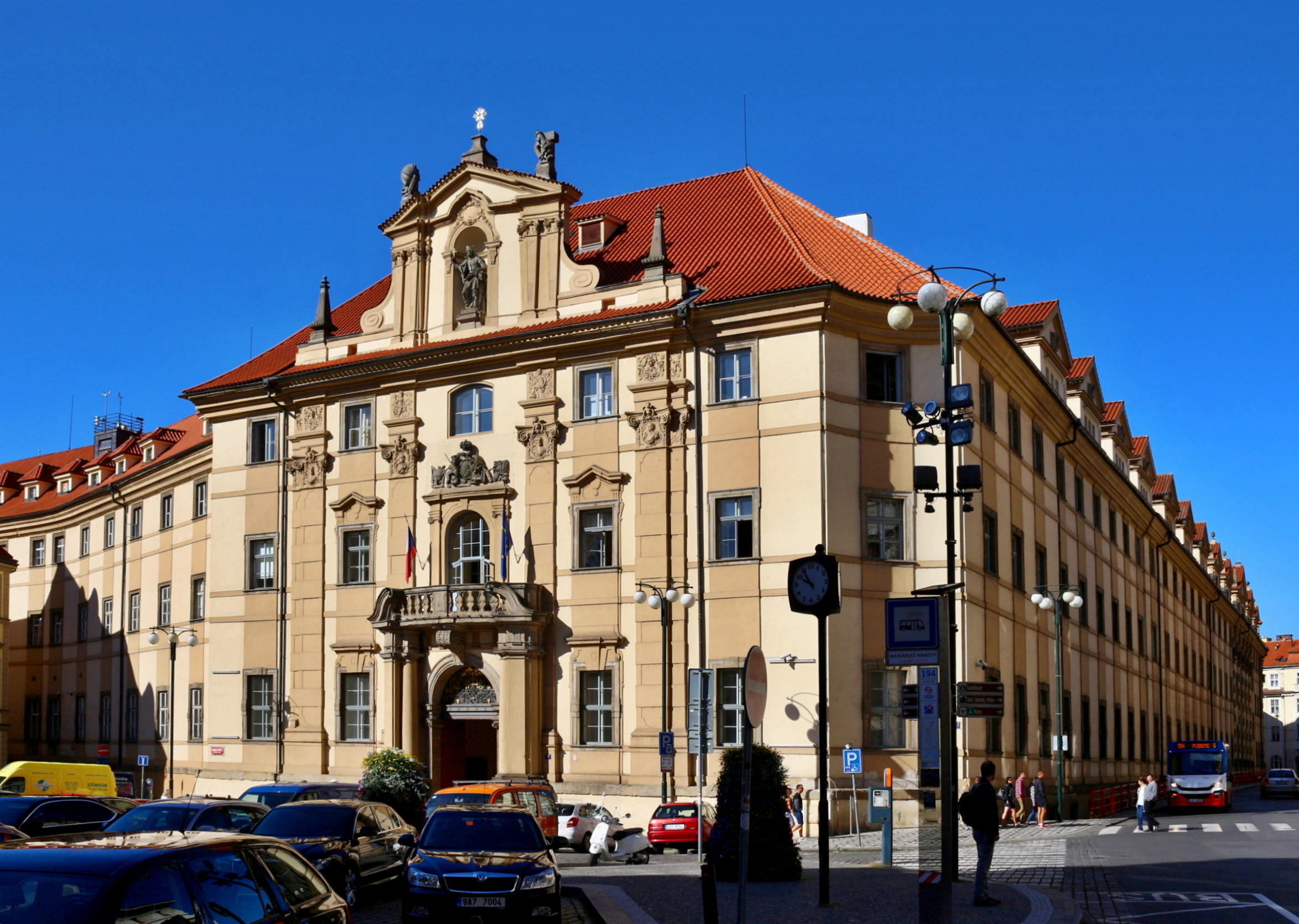
Klementinum, první české sídlo jezuitů

Z díla Jana Amose Komenského mohly být (po cenzurních úpravách) vydávány pouze některé učebnice. Mnoho faktů o fungování jezuitské cenzury v českých zemích bylo ovšem kvůli různým politickým tlakům a aktuálním náladám ve společnosti zkreslováno[zdroj?] (vizte případ pátera Koniáše) – avšak sami jezuité tyto své činy prezentovali české veřejnosti jako záslužné. Proto na ně česká společnost pohlížela spíše negativně a tento náhled přetrvává dodnes.
V české provincii Tovaryšstva Ježíšova existují řádové domy v Brně, Děčíně, Olomouci a Praze a na moravských poutních místech Hostýn a Velehrad, společný česko-slovenský noviciát pak existuje v Birminghamu. K činnosti řádu v Česku patří kromě správy výše zmíněných poutních míst především pastorace studentů a mladých lidí, výchova a vzdělávání. V Děčíně zahájila 1. září 2008 výuku řádová druhostupňová Křesťanská základní škola Nativity, první jezuitská škola v Česku od zrušení církevních škol komunistickým režimem. Mimo to jednotliví členové řádu působí jako učitelé na různých školách, především teologických fakultách univerzit a Stojanově gymnáziu na Velehradě.

## Významní členové řádu
- Ignác z Loyoly (1491–1556)
- František Xaverský (1506–1552)
- Petr Canisius (1521–1597)

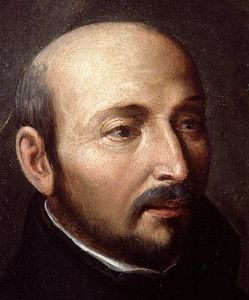
Sv. Ignác z Loyoly, zakladatel Tovaryšstva Ježíšova

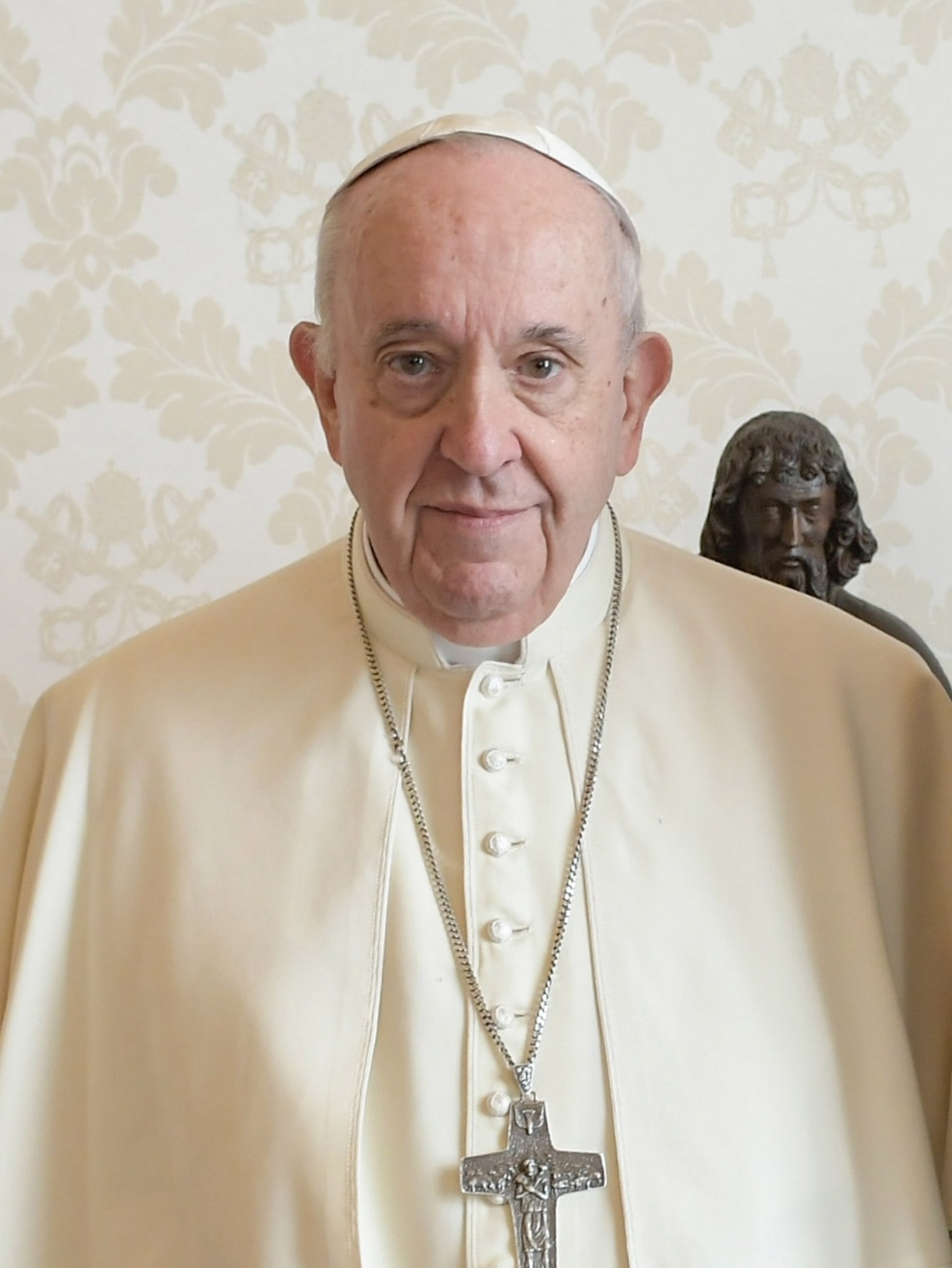
Papež František (2021)

- František Suárez (1548–1617), právník, filosof, teolog
- Matteo Ricci (1552–1610), misionář, teolog
- Pedro Hurtado de Mendoza (1578–1641), filosof, teolog
- Martin Středa (1587–1649)
- Friedrich Spee (1591–1635)
- Bedřich Bridel (1619–1680)
- Bohuslav Balbín (1621–1688)
- Jan Tanner (1623–1694)
- Jakub Kresa (1648–1715)
- Samuel Fritz (1654–1725)
- Georg Joseph Kamel (1661–1706)
- Franz Macasius (1686–1733)
- Antonín Koniáš (1691–1760)
- Josef Dobrovský (1753–1829)
- Pierre Teilhard de Chardin (1881–1955), paleontolog, teolog
- Michal Pro (1891–1927)
- Adolf Kajpr (1902–1959)
- Karl Rahner (1904–1984), filosof, teolog
- František Šilhan (1905–1985)
- Hans Urs von Balthasar (1905–1988), teolog
- Avery Dulles (1918–2008), teolog
- Tomáš Špidlík (1919–2010), teolog
- Anthony de Mello (1931–1987), autor duchovních děl
- papež František (1936–2025)

## Jezuité v beletrii
- Známý je epigram ideového odpůrce jezuitů Karla Havlíčka: Českých knížek hubitelé lítí: plesnivina, moli, jesoviti.
- Zápornou roli hráli jezuité v románech Aloise Jiráska.
- Jiří Šotola se v románu Tovaryšstvo Ježíšovo zaobíral bezvýznamnou rolí jednotlivce v soukolí moci. Popisoval působení jezuitského řádu v Českých zemích 17. století.
- Zpracování klišé z lidového čtiva 19. století bylo podáno v Krvavém románu Josefa Váchala (zfilmováno 1992).